# Сэргэ

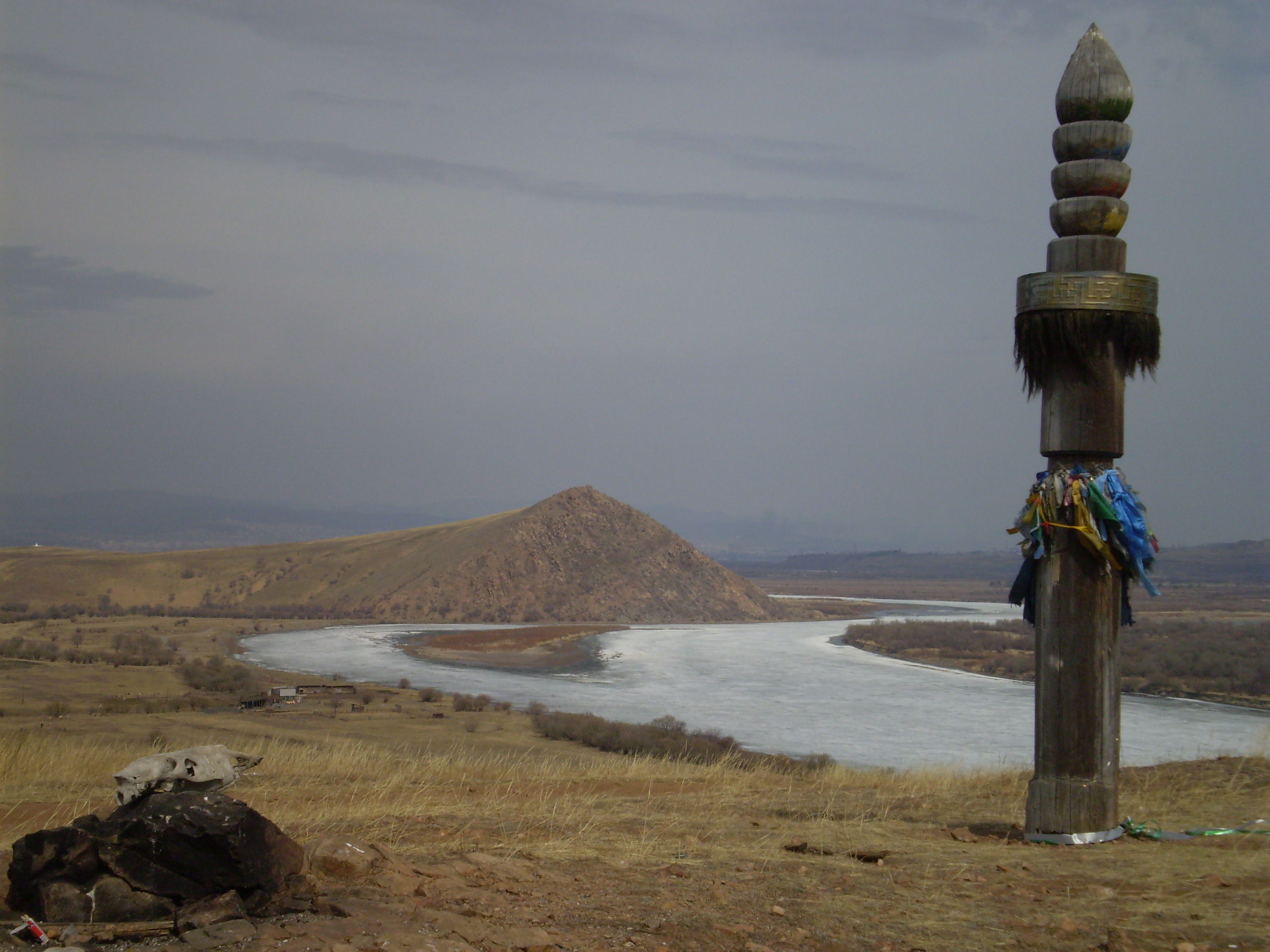
Сэргэ на «Стоянке Гэсэра» над рекой Селенгой.

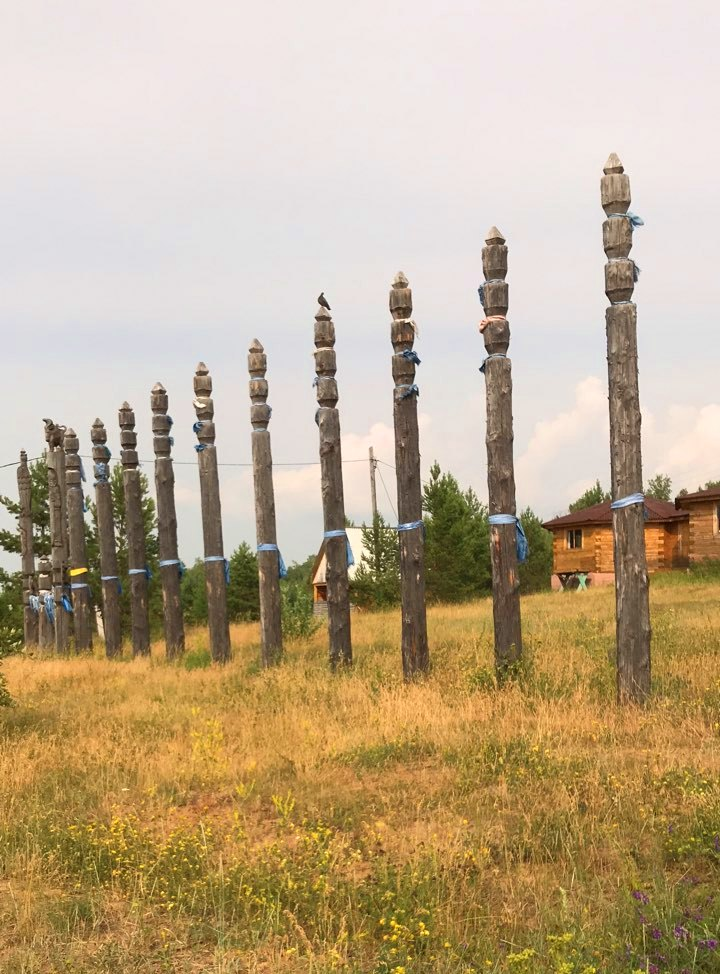
Сэргэ на берегу озера Байкал. Бурятия

Сэргэ́ (бур. сэргэ — «коновязь») — ритуальные коновязные столбы и деревья у бурят, якутов, алтайцев и других родственных народов.
Сэргэ означает, что у местности, где оно установлено, есть хозяин. Ставится в виде столба у юрты, у ворот дома («пока стоит сэргэ — семья жива»). Нельзя разрушать сэргэ — оно должно само прийти в негодность.
Сэргэ связано с культом коня — к нему привязывали коней хозяева и гости, а также оно является символом дерева жизни, мирового дерева, объединяющего три мира. На столбе вырезаются три горизонтальные канавки. Верхняя предназначается для привязывания коней небожителей верхнего мира, средняя — для коней людей, и нижняя — для лошадей подземного мира.
В прошлом сэргэ устанавливались возле каждой юрты, и кроме того — во время посвящения шамана (обряд шанар). В местах захоронения шаманов устанавливались очень высокие сэргэ — для коновязи богов и духов. Также на месте захоронения шаманов устанавливались сэргэ в виде каменных обелисков (оленный камень). Самый известный из таких камней — Алтан-Сэргэ («Золотая коновязь»), находится в Гусиноозёрском дацане.

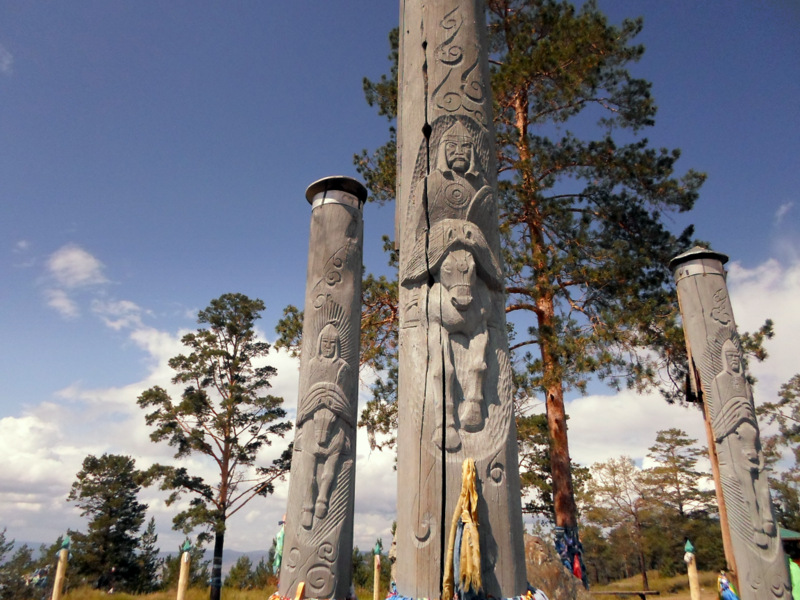
Стоянка Гэсэра на перевале хребта Моностой

## Интересные факты
- В сентябре 2007 года в московском музее-заповеднике «Коломенское» был установлен знак в виде сэргэ в честь 375-летия вхождения Якутии в состав Российского государства[1].
- В октябре 2009 года во Франции якутская диаспора установила сэргэ в долине Шампань.
- В 2019 году сэргэ был установлен в Музее народного быта Литвы в память о депортации литовцев в Арктику.